# 新絲綢之路 (紀錄片)
新絲綢之路是一部由中國中央電視台（CCTV）與日本放送協會（NHK）合作拍攝的一部介紹圍繞絲綢之路的紀錄片，正片共10集，NHK於2005年首播，由松平定知旁白，CCTV於2006年首播，NHK后续又制作丝绸之路·動盪的大地紀行，共7集，在2007年播出。

## 集數列表

### 中国篇
1. 生与死的楼兰（楼蘭　四千年の眠り）
2. 吐鲁番的记忆（トルファン　灼熱の大画廊）
3. 草原石头祭（草原の道　風の民）
4. 一个人的龟兹（タクラマカン　西域のモナリザ）
5. 和田寻宝（天山南路　ラピスラズリの輝き）
6. 敦煌生命（敦煌　石窟に死す）
7. 青海之路（青海　天空をゆく）
8. 探访黑水城（カラホト　砂に消えた西夏）
9. 十字路口上的喀什（カシュガル　千年の路地に詩が流れる）
10. 永远的长安（西安　永遠の都）